# Chthamalus montagui
Chthamale cerf-volant
Espèce
Chthamalus montagui, le (ou la) Chthamale cerf-volant, est une espèce de crustacés cirripèdes de la famille des Chthamalidae. Cette « balane », au sens large du terme, ou plus précisément cette « chthamale » peuple densément les rochers de la partie haute de l’estran.

## Répartition
C. montagui est présente depuis le nord de l’Écosse jusqu’au Sénégal et est présent en Méditerranée. L’espèce est abondante sur les côtes ouest de l’Espagne, du Portugal et du Maroc dans des situations très battues où, a priori, C. stellatus devrait être dominante.

## Description
Le corps de Chthamalus montagui est enfermé dans une muraille conique formée de six plaques calcifiées et dont l’orifice est obturé par quatre plaques operculaires mobiles.
La muraille est de couleur grisâtre plus ou moins foncée, éventuellement presque blanche pour les individus situés à la face inférieure de blocs.

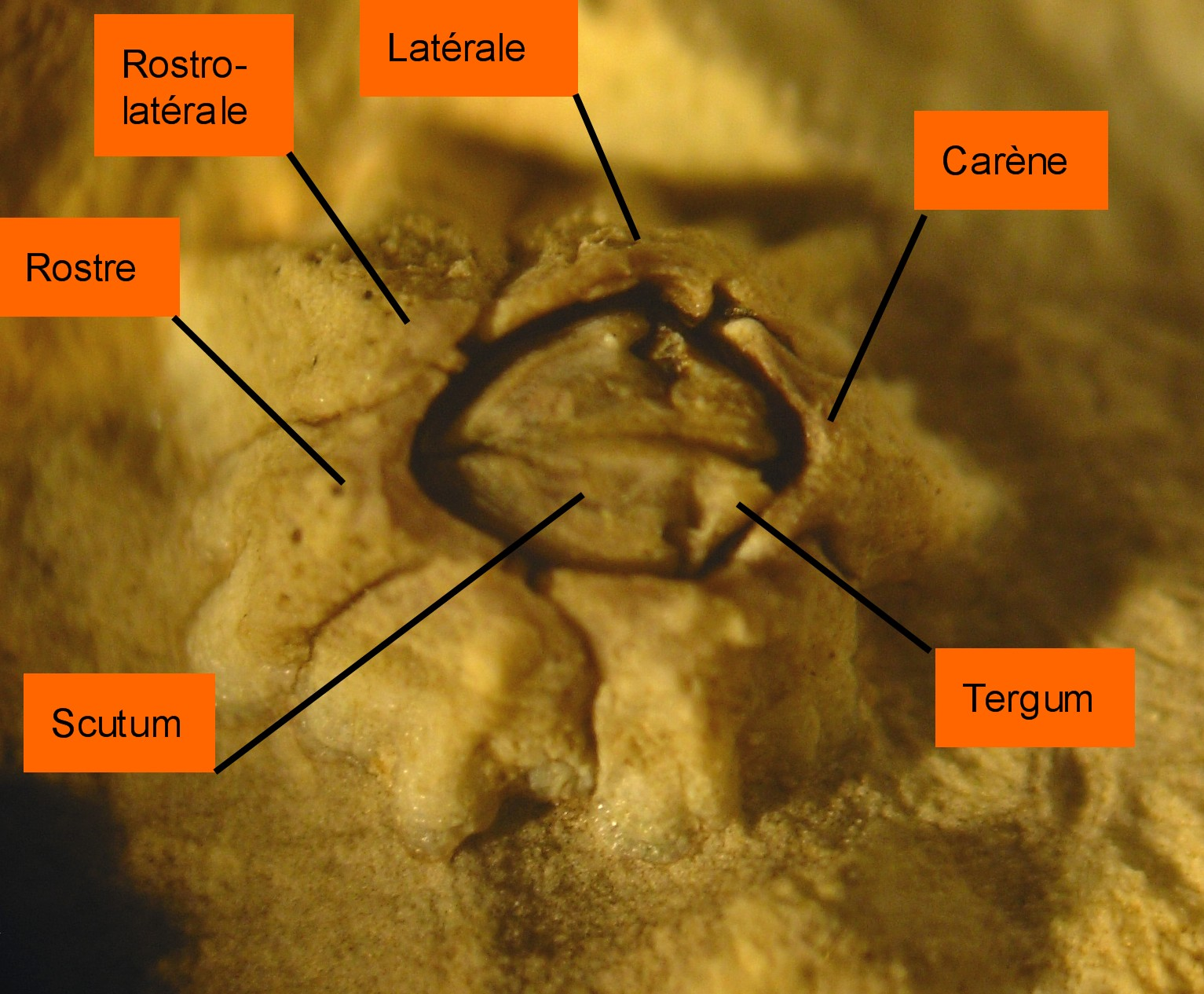
Nomenclature des plaques chez Chthamalus.

De l’avant vers l’arrière les plaques de la muraille sont :
- le rostre, étroit, dont les bords (ailes) sont recouverts par les plaques voisines ;
- les rostro-latérales, recouvrant  les bords du rostre et ceux des plaques suivantes ;
- les latérales', aux bords antérieurs recouverts et aux bords postérieurs recouvrants ;
- la carène étroite, aux bords recouverts par les latérales.

Par rapport à Semibalanus balanoides, avec laquelle elle voisine sur l’estran, l’organisation de la muraille présente des différences importantes. Chez Chthamalus, le rostre reste distinct des rostro-latérales, en conséquence il est étroit (plus étroit que la carène) et recouvert sur ses bords. D’autre part les carino-latérales ont disparu.

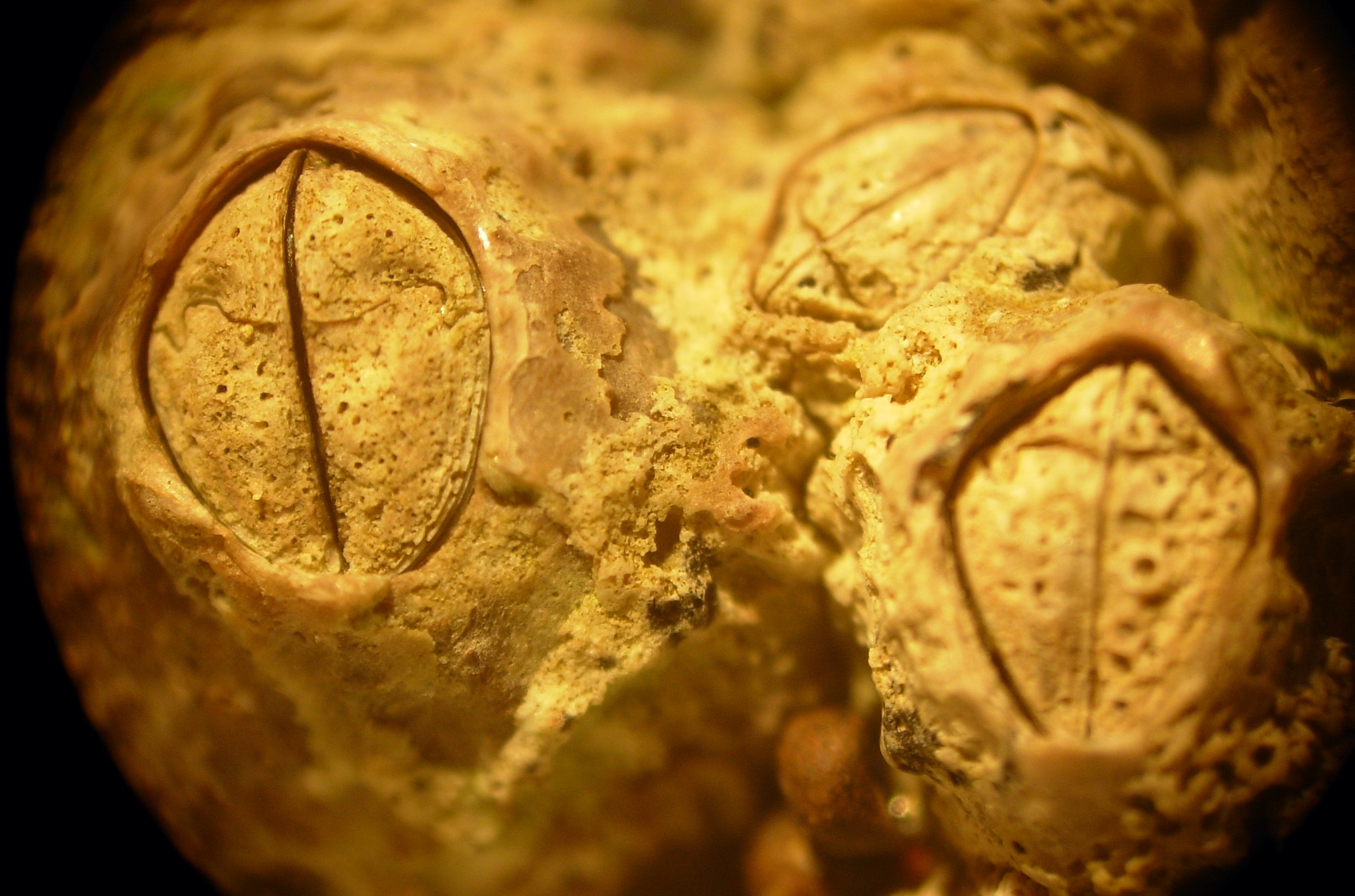
Chthamalus stellatus à gauche et Chthamalus montagui à droite (deux individus).

Les plaques operculaires, scutum à l’avant, tergum à l’arrière, de même que l’orifice apical et les languettes tergoscutales fournissent des caractères permettant de distinguer les deux espèces de chthamales :
- l’orifice est de forme grossièrement losangique mais les deux bords antérieurs sont plus longs que les postérieurs (forme « en cerf-volant ») chez  C. montagui , il est par contre arrondi chez C. stellatus(avec cependant un épaulement chez les jeunes).
- la ligne transversale séparant scutum et tergum est proche de la carène dont elle est séparée par une distance inférieure au  tiers de la distance carène-rostre pour C. montagui, égale au tiers ou plus chez C. stellatus ;
- par ailleurs le rapport largeur/longueur du scutum est de 0,54  pour C. montagui contre 0,67 pour C. stellatus ;
- les languettes tergoscutales  (« lèvres ») sont  généralement de couleur bleue avec une tache marron en leur milieu et à proximité du rostre[1].Languettes tergo-scutales ("lèvres") de Chthamalus montagui

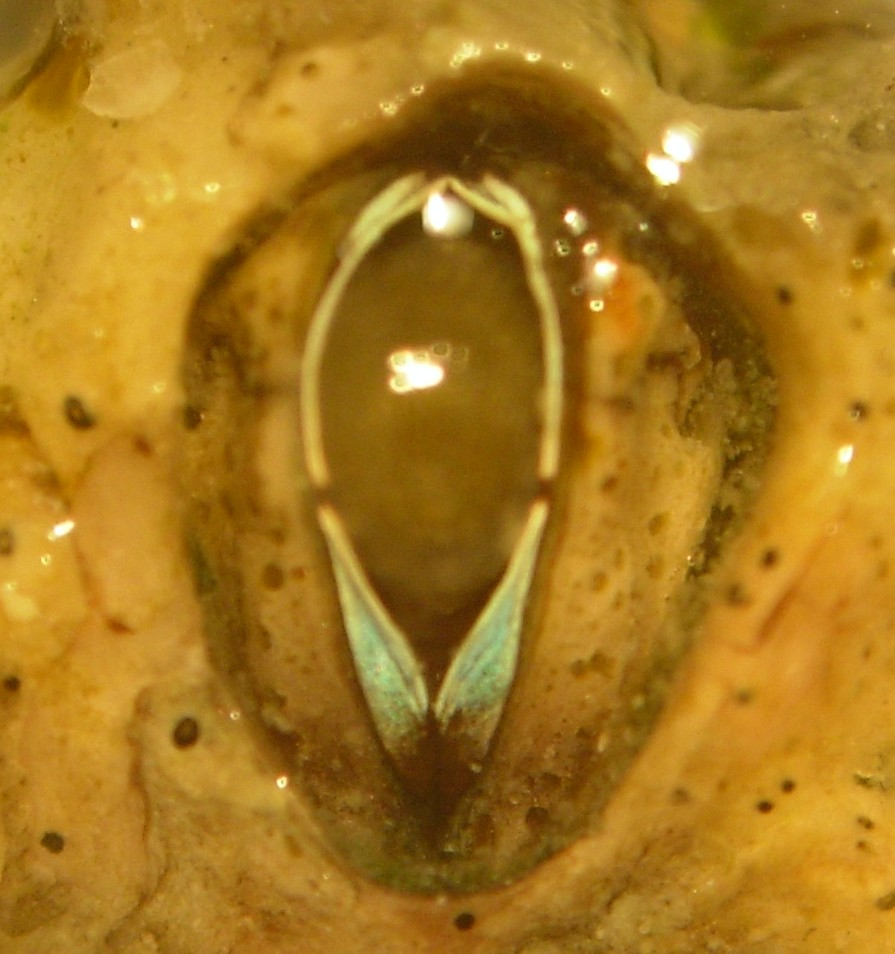
Languettes tergo-scutales ("lèvres") de Chthamalus montagui

La base de C. montagui est membraneuse, son diamètre rostro-carinal est habituellement inférieur à 10 mm, sa hauteur, inférieure à 5 mm mais peut atteindre 10 mm dans les populations très denses où les murailles s’étirent en colonnes.
Cependant il ne faut pas négliger la variabilité propre de chacune de ces espèces et l’usure des pièces de la muraille, provoquée par les éléments transportés par la mer, qui peut modifier la forme de l’ouverture, voire la disposition des pièces operculaires.
L’organisation du corps est semblable à celle des Balanomorpha en général.

## Distribution sur l’estran. Écologie
Chthamalus montagui est une espèce exclusivement intertidale et préférant les situations abritées, notamment les baies et les parties basses des estuaires. Elle est présente sur l’estran  approximativement à partir du niveau moyen des pleines mers  de vive-eau (au-dessus du niveau de la première fucacée Pelvetia canaliculata) jusqu’au niveau des basses mers de morte-eau.
Lorsqu’elle cohabite avec C. stellatus, C. montagui est dominante jusqu’au niveau moyen des pleines mers de morte-eau alors que C. stellatus l’est depuis le niveau moyen de la mer jusqu'au niveau moyen des basses mers de vive-eau. De ce fait C. stellatus est en compétition avec Semibalanus balanoides tandis que  l’essentiel de la population de C. montagui  se situe nettement au-dessus du niveau occupé par cette espèce. Depuis son introduction en Europe (milieu du XXe siècle), Elminius modestus concurrence  C. montagui dans les milieux abrités et estuariens. Ces éléments sont sujets à variation en fonction de la latitude et des conditions locales (exposition notamment). On peut considérer toutefois que C. montagui est la chthamale la plus fréquente et occupant le niveau le plus élevé sur l’estran hormis les situations très battues où C. stellatus peut être seule.
Du fait de sa position élevée sur l’estran C. montagui est à l’abri des prédateurs habituels des balanes (pourpres notamment). Les jeunes individus sont probablement broutés par des gastéropodes (patelles, littorines).
L’espèce est évidemment soumise à de longues périodes d’émersion et doit faire face à de grandes variations de température et  de salinité (évaporation de l’eau, pluie). Elle ne dispose d’autre part que de courtes périodes où elle est susceptible de capturer sa nourriture. Ces conditions limitent  ses possibilités de colonisation de l’estran vers des niveaux plus élevés.
Les murailles vides servent de refuges à plusieurs espèces dont le petit gastéropode Littorina (=Melaraphe) neritoides, le bivalve Lasaea rubra, etc.
Muraille et  pièces operculaires peuvent être plus ou moins fortement corrodées par les lichens Collemopsidium foveolatum et C. sublitorale.

## Reproduction
Chthamalus montagui est une espèce hermaphrodite. Les spermatozoïdes sont transportés d’un individu à l’autre par un pénis très extensible. La fécondation croisée est cependant impossible lorsque deux individus sont éloignés de plus de cinq centimètres. La présence d’individus porteurs d’œufs et situés à plus de 5 centimètres d’individus voisins donne à penser qu’ils ont pratiqué l’autofécondation(la parthénogenèse ne peut cependant pas être formellement exclue).
Les individus isolés pondent avec retard sur ceux qui sont  proches les uns des autres et normalement fécondés. D’autre part, dans les pontes résultant d’une autofécondation, beaucoup d’œufs ne se développent pas mais une partie d’entre eux donne cependant des nauplius tout à fait viables.
C. montagui se reproduit de mai (un à deux mois après C. stellatus à fin septembre et les larves (larves cypris) s’établissent sur l’estran  de fin juillet à décembre, avec un pic en septembre. Deux pontes successives sont possibles dans le courant de l’été.
Le développement larvaire comporte six stades nauplius et un stade cypris.

## Galerie

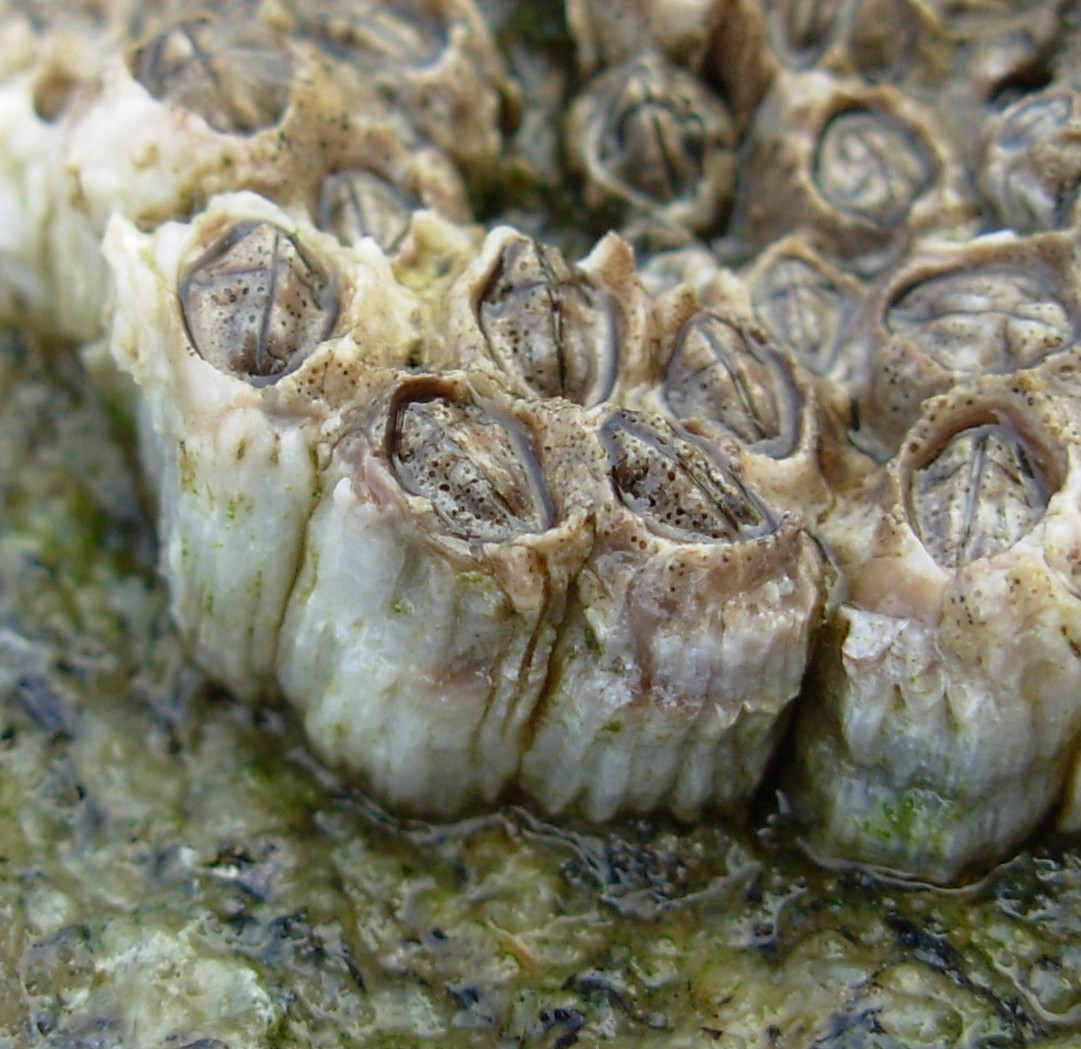
Chthamalus montagui: individus accolés poussant en colonnes.

## Systématique
Le nom valide complet (avec auteur) de ce taxon est Chthamalus montagui Southward (d), 1976.
Ce taxon porte en français le nom vernaculaire ou normalisé suivant : Chthamale cerf-volant (La ou le).
À la suite des travaux de Darwin (1854) cette espèce était considérée comme une variété  de Chthamalus stellatus (Poli, 1795)  et elle n’a reçu le statut d’espèce distincte qu’en 1976. Il en résulte que les publications antérieures à cette date (et nombre de publications postérieures) la désignent sous le nom de Chthamalus stellatus et il est difficile, voire impossible, de savoir précisément quelle est l’espèce concernée.